# Calendario UCI Femenino 2018
El Calendario UCI Femenino 2018 (oficialmente: Women Elite Calendar), comenzó el 11 de enero en Australia con el Santos Women's Tour y finalizó el 14 de octubre en Francia con la Chrono des Nations.

## Equipos, carreras y categorías
- Para la lista de equipos profesionales véase: Equipos

En estas carreras podían participar prácticamente todos los equipos. Las únicas limitaciones se sitúan en que los equipos amateurs no pueden participar en las carreras del UCI WorldTour Femenino 2018 (las de mayor categoría) y los equipos mixtos solo pueden participar en las carreras .2 (las de menor categoría).
En los Campeonatos Continentales (CC) también podían puntuar todo tipo de equipos y corredoras de ese continente; y dependiendo la legislación de su federación continental también pueden participar, sin poder puntuar, corredoras fuera de ese continente.

### Categorías
Fuera del UCI WorldTour Femenino 2018 destacarán las 29 carreras de categoría .1 (8 por etapas y 21 de un día). En el siguiente cuadro se muestran las carreras con esa puntuación ordenado por países, para el resto de las competiciones véase: Carreras del Calendario UCI Femenino 2018
| Carrera                                                                   | Categoría |
| ------------------------------------------------------------------------- | --------- |
| Santos Women's Tour                                                       | 2.1       |
| Cadel Evans Great Ocean Road Race                                         | 1.1       |
| Tour de Turingia femenino                                                 | 2.1       |
| BeNe Ladies Tour                                                          | 2.1       |
| A Través de Flandes                                                       | 1.1       |
| Dwars door de Westhoek                                                    | 1.1       |
| Gooik-Geraardsbergen-Gooik                                                | 1.1       |
| Lotto Belgium Tour                                                        | 2.1       |
| Omloop Het Nieuwsblad-vrouwen elite / Circuit Het Nieuwsblad-Femmes Elite | 1.1       |
| SPAR Flanders Diamond Tour                                                | 1.1       |
| Spar-Omloop van het Hageland-Tielt-Winge                                  | 1.1       |
| Trofeo Maarten Wynants                                                    | 1.1       |
| Gran Premio Ciclista de Gatineau                                          | 1.1       |
| Chrono Gatineau                                                           | 1.1       |

| Carrera                                                | Categoría |
| ------------------------------------------------------ | --------- |
| Winston Salem Cycling Classic                          | 1.1       |
| La Classique Morbihan                                  | 1.1       |
| Gran Premio de Plumelec-Morbihan Femenino              | 1.1       |
| Chrono Champenois-Trophée Européen                     | 1.1       |
| Chrono des Nations                                     | 1.1       |
| Giro del Trentino Alto Adige-Südtirol                  | 1.1       |
| Giro de Emilia Femenino                                | 1.1       |
| Gran Premio Bruno Beghelli Femenino                    | 1.1       |
| Festival Luxemburgués de Ciclismo Femenino Elsy Jacobs | 2.1       |
| EPZ Omloop van Borsele                                 | 1.1       |
| Healthy Ageing Tour                                    | 2.1       |
| Tour de Polonia Femenino                               | 2.1       |
| Tour de Yorkshire                                      | 1.1       |
| 947 Cycle Challenge                                    | 1.1       |
| Tour de Tailandia                                      | 2.1       |

Además, al igual que en los Circuitos Continentales UCI, también puntúan los campeonatos nacionales de ruta y contrarreloj (CN) así como el Campeonato Mundial (CM) de ese año.

## Calendario
- Para las carreras de máxima categoría véase: UCI WorldTour Femenino 2018

### Enero
| Fecha | Carrera                           | Cat. | Ganadora       | Equipo               |
| ----- | --------------------------------- | ---- | -------------- | -------------------- |
| 11-14 | Santos Women's Tour               | 2.1  | Amanda Spratt  | Mitchelton-Scott     |
| 27    | Cadel Evans Great Ocean Road Race | 1.1  | Chloe Hosking  | Alé Cipollini        |
| 30-31 | Herald Sun Tour Femenino          | 2.2  | Brodie Chapman | Tibco-Silicon Valley |

### Febrero
| Fecha | Carrera                              | Cat. | Ganadora           | Equipo              |
| ----- | ------------------------------------ | ---- | ------------------ | ------------------- |
| 2-4   | Tour of Eftalia Hotels & Velo Alanya | 2.2  | Olga Zabelinskaya  | Cogeas-Mettler      |
| 22-25 | Setmana Ciclista Valenciana          | 2.2  | Hannah Barnes      | Canyon SRAM Racing  |
| 24    | Omloop Het Nieuwsblad                | 1.1  | Christina Siggaard | Virtu Cycling Women |
| 25    | Omloop van het Hageland              | 1.1  | Ellen van Dijk     | Sunweb              |
| 27    | Le Samyn des Dames                   | 1.2  | Janneke Ensing     | Alé Cipollini       |

### Marzo
| Fecha | Carrera                     | Cat. | Ganadora         | Equipo             |
| ----- | --------------------------- | ---- | ---------------- | ------------------ |
| 4     | Omloop van de Westhoek      | 1.2  | Floortje Mackaij | Sunweb             |
| 9     | Drentse Acht van Westerveld | 1.2  | Alexis Ryan      | Canyon SRAM Racing |
| 28    | A Través de Flandes         | 1.1  | Ellen van Dijk   | Sunweb             |

### Abril
| Fecha | Carrera                     | Cat. | Ganadora            | Equipo             |
| ----- | --------------------------- | ---- | ------------------- | ------------------ |
| 2     | Gran Premio de Dottignies   | 1.2  | Marta Bastianelli   | Alé Cipollini      |
| 4-8   | Healthy Ageing Tour         | 2.1  | Amy Pieters         | Boels-Dolmans      |
| 8-10  | Tour de Tailandia           | 2.1  | Olga Zabelinskaya   | Selección de Rusia |
| 11    | Flecha Brabanzona           | 1.1  | Marta Bastianelli   | Alé Cipollini      |
| 12-15 | Joe Martin Stage Race Women | 2.2  | Katie Hall          | Unitedhealthcare   |
| 18-22 | Tour de Gila                | 2.2  | Katie Hall          | Unitedhealthcare   |
| 21    | EPZ Omloop van Borsele      | 1.1  | Elisa Balsamo       | Valcar PBM         |
| 25    | GP della Liberazione PINK   | 1.2  | Letizia Paternoster | Astana             |
| 26-29 | Gracia-Orlová               | 2.2  | Emilia Fahlin       | Wiggle High5       |
| 27-29 | Festival Elsy Jacobs        | 2.1  | Letizia Paternoster | Astana             |

### Mayo
| Fecha | Carrera                              | Cat. | Ganadora             | Equipo                  |
| ----- | ------------------------------------ | ---- | -------------------- | ----------------------- |
| 1-3   | Tour de la Isla de Zhoushan          | 2.2  | Sheyla Gutiérrez     | Cylance                 |
| 3-4   | Tour de Yorkshire Women's Race       | 2.1  | Megan Guarnier       | Boels-Dolmans           |
| 6-10  | Panorama Guizhou International Women | 2.2  | Sheyla Gutiérrez     | Cylance                 |
| 6     | 100 Cycle Challenge                  | 1.2  | Kimberley Le Court   | Demacon                 |
| 6     | Trofeo Maarten Wynants               | 1.1  | Marta Bastianelli    | Alé Cipollini           |
| 10-11 | Tour de Upsala                       | 2.2  | Ida Erngren          | Selección de Suecia     |
| 12    | Rabobank 7-Dorpenomloop Aalburg      | 1.2  | Lorena Wiebes        | Parkhotel Valkenburg    |
| 17    | Durango-Durango Emakumeen Saria      | 1.2  | Anna van der Breggen | Boels-Dolmans           |
| 25    | La Classique Morbihan                | 1.1  | Ashleigh Moolman     | Cervélo-Bigla           |
| 26    | Gran Premio de Plumelec-Morbihan     | 1.1  | Ashleigh Moolman     | Cervélo-Bigla           |
| 27    | SwissEver GP Cham-Hagendorn          | 1.2  | Amanda Spratt        | Mitchelton-Scott        |
| 27    | Gooik-Geraardsbergen-Gooik           | 1.1  | Sarah Roy            | Mitchelton-Scott        |
| 28    | Winston Salem Cycling Classic        | 1.1  | Lily Williams        | Hagens Berman-Supermint |
| 28-3  | Tour de Turingia femenino            | 2.1  | Lisa Brennauer       | Wiggle High5            |

### Junio
| Fecha | Carrera                            | Cat. | Ganadora            | Equipo                      |
| ----- | ---------------------------------- | ---- | ------------------- | --------------------------- |
| 2     | Horizon Park Women Challenge       | 1.2  | Yevgenia Vysotska   | S.C. Michela Fanini         |
| 2     | Salverda Omloop van de IJsseldelta | 1.2  | Lorena Wiebes       | Parkhotel Valkenburg        |
| 3     | VR Women ITT                       | 1.2  | Antri Christoforou  | Cogeas-Mettler              |
| 3     | Dwars door de Westhoek             | 1.1  | Nguyễn Thị Thật     | UCI WCC                     |
| 7     | Gran Premio Ciclista de Gatineau   | 1.1  | Lauren Hall         | Unitedhealthcare            |
| 8     | Chrono Gatineau                    | 1.1  | Amber Neben         | Selección de Estados Unidos |
| 8     | Ljubljana-Domžale-Ljubljana TT     | 1.2  | Olga Zabelinskaya   | Cogeas-Mettler              |
| 10    | SPAR Flanders Diamond Tour         | 1.1  | Janine van der Meer | Health Mate-Cyclelive       |

### Julio
| Fecha | Carrera                                  | Cat. | Ganadora           | Equipo                         |
| ----- | ---------------------------------------- | ---- | ------------------ | ------------------------------ |
| 5-8   | Tour de Feminin-O cenu Českého Švýcarska | 2.2  | Leah Thomas        | Unitedhealthcare               |
| 8     | GP Sofie Goos                            | 1.2  | Lorena Wiebes      | Parkhotel Valkenburg           |
| 8     | White Spot / Delta Road Race             | 1.2  | Kendall Ryan       | Tibco-SVB                      |
| 13    | Chrono Kristin Armstrong                 | 1.2  | Amber Neben        |                                |
| 19-22 | BeNe Ladies Tour                         | 2.1  | Marianne Vos       | WaowDeals                      |
| 26    | Kreiz Breizh Elites                      | 1.2  | Danielle Christmas | Bizkaia Durango-Euskadi Murias |

### Agosto
| Fecha | Carrera                                | Cat. | Ganadora             | Equipo                    |
| ----- | -------------------------------------- | ---- | -------------------- | ------------------------- |
| 2-5   | Vuelta Femenina a Guatemala            | 2.2  | Marcela Prieto       | Swapit Agolico            |
| 4     | Erondegemse Pijl (Erpe-Mere)           | 1.2  | Nina Kessler         | Hitec Products-Birk Sport |
| 18    | Flanders Ladies Classic-Sofie De Vuyst | 1.2  | Séverine Eraud       | Experza-Footlogix         |
| 22    | Veenendaal Veenendaal Classic          | 1.1  | Annemiek van Vleuten | Selección de Países Bajos |

### Septiembre
| Fecha | Carrera                                                         | Cat. | Ganadora             | Equipo                             |
| ----- | --------------------------------------------------------------- | ---- | -------------------- | ---------------------------------- |
| 4-7   | Lotto Belgium Tour                                              | 2.1  | Liane Lippert        | Sunweb                             |
| 7-9   | Premondiale Giro Toscana Int. Femminile-Memorial Michela Fanini | 2.2  | Soraya Paladin       | Alé Cipollini                      |
| 9     | Chrono Champenois-Trophée Européen                              | 1.1  | Leah Thomas          | Unitedhealthcare                   |
| 13-18 | Tour Cycliste Féminin International de l'Ardèche                | 2.1  | Katarzyna Niewiadoma | Canyon SRAM Racing                 |
| 23    | Gran Premio de Isbergues                                        | 1.2  | Lauren Kitchen       | FDJ Nouvelle Aquitaine Futuroscope |

### Octubre
| Fecha | Carrera                             | Cat. | Ganadora              | Equipo                |
| ----- | ----------------------------------- | ---- | --------------------- | --------------------- |
| 6     | Giro de Emilia Femenino             | 1.1  | Rasa Leleivytė        | Aromitalia-Vaiano     |
| 7     | Gran Premio Bruno Beghelli Femenino | 1.1  | Elisa Balsamo         | Valcar PBM            |
| 10-14 | Vuelta a Colombia Femenina          | 2.2  | Ana Cristina Sanabria | Selección de Colombia |
| 14    | Chrono des Nations                  | 1.1  | Olga Zabelinskaya     | Cogeas-Mettler        |

## Clasificaciones Finales (UCI World Ranking Femenino)
- No existe una clasificación exclusiva de este calendario. En el Ranking UCI Femenino se incluyen las 23 carreras del UCI WorldTour Femenino 2018. Esta clasificación se basa en los resultados de las últimas 52 semanas de acuerdo con el sistema "rolling", mismo sistema que el Ranking ATP y Ranking WTA de tenis.

### Individual
| Posición | Corredora            | Equipo                | Puntos  |
| -------- | -------------------- | --------------------- | ------- |
| 1.º      | Annemiek van Vleuten | Mitchelton Scott      | 1923,86 |
| 2.º      | Anna van der Breggen | Boels-Dolmans         | 1912    |
| 3.º      | Marianne Vos         | WaowDeals Pro Cycling | 1764,88 |
| 4.º      | Amanda Spratt        | Mitchelton Scott      | 1628,86 |
| 5.º      | Ashleigh Moolman     | Cervélo-Bigla         | 1507,95 |
| 6.º      | Amy Pieters          | Boels-Dolmans         | 1291,57 |
| 7.º      | Coryn Rivera         | Team Sunweb           | 1265,33 |
| 8.º      | Ellen van Dijk       | Team Sunweb           | 1252,57 |
| 9.º      | Katarzyna Niewiadoma | Canyon Sram Racing    | 1131,67 |
| 10.º     | Marta Bastianelli    | Alé Cipollini         | 1065    |

| 11.º | Jolien D'Hoore       | Mitchelton Scott     | 968,86 |
| 12.º | Arlenis Sierra       | Astana Women's Team  | 958    |
| 13.º | Chloe Hosking        | Alé Cipollini        | 866,33 |
| 14.º | Lorena Wiebes        | Parkhotel Valkenburg | 833,25 |
| 15.º | Christine Majerus    | Boels-Dolmans        | 830,24 |
| 16.º | Chantal Blaak        | Boels-Dolmans        | 800,57 |
| 17.º | Elisa Longo Borghini | Wiggle High5         | 777,43 |
| 18.º | Megan Guarnier       | Boels-Dolmans        | 750,24 |
| 19.º | Elisa Balsamo        | Valcar PBM           | 742    |
| 20.º | Lucinda Brand        | Team Sunweb          | 738,9  |

### Clasificación por equipos
Esta clasificación se calcula sumando los puntos de las cinco mejores corredoras de cada equipo. Los equipos con el mismo número de puntos se clasifican de acuerdo a su corredora mejor clasificado.
| Posición | Equipo             | Puntos  |
| -------- | ------------------ | ------- |
| 1.º      | Boels-Dolmans      | 4984,38 |
| 2.º      | Mitchelton Scott   | 4982,44 |
| 3.º      | Team Sunweb        | 3938,7  |
| 4.º      | Canyon Sram Racing | 2966,01 |
| 5.º      | Wiggle High5       | 2945,2  |

### Países
La clasificación por países se calcula sumando los puntos de las cinco mejores corredoras de cada país. Los países con el mismo número de puntos se clasifican de acuerdo a su corredora mejor clasificado.
| Posición | País           | Puntos  |
| -------- | -------------- | ------- |
| 1.º      | Países Bajos   | 8144,88 |
| 2.º      | Italia         | 3858,1  |
| 3.º      | Estados Unidos | 3627,24 |
| 4.º      | Australia      | 3441,08 |
| 5.º      | Alemania       | 2198,27 |

## Evolución de las clasificaciones
- Nota: Oficialmente las clasificaciones se actualizan cada semana, esta es la lista de la última clasificación publicada de cada mes.[3]

| Fecha            | Clasificación individual | Clasificación por equipos | Clasificación por países |
| ---------------- | ------------------------ | ------------------------- | ------------------------ |
| 31 de enero      | Annemiek van Vleuten     | Boels-Dolmans             | Países Bajos             |
| 28 de febrero    | Annemiek van Vleuten     | Boels-Dolmans             | Países Bajos             |
| 30 de marzo      | Anna van der Breggen     | Boels-Dolmans             | Países Bajos             |
| 30 de abril      | Anna van der Breggen     | Boels-Dolmans             | Países Bajos             |
| 30 de mayo       | Anna van der Breggen     | Boels-Dolmans             | Países Bajos             |
| 30 de junio      | Anna van der Breggen     | Boels-Dolmans             | Países Bajos             |
| 30 de julio      | Annemiek van Vleuten     | Boels-Dolmans             | Países Bajos             |
| 30 de agosto     | Annemiek van Vleuten     | Boels-Dolmans             | Países Bajos             |
| 30 de septiembre | Annemiek van Vleuten     | Boels-Dolmans             | Países Bajos             |
| 30 de octubre    | Annemiek van Vleuten     | Boels-Dolmans             | Países Bajos             |
| Final            | Annemiek van Vleuten     | Boels-Dolmans             | Países Bajos             |